# Amoury Folmer-Hansen
Pour les articles homonymes, voir Folmer et Hansen.
Amoury Folmer-Hansen, née le 24 février 1887 à Copenhague et morte le 6 octobre 1961 dans la même ville, est une joueuse de tennis danoise de l'entre-deux-guerres.
Elle s'est notamment illustrée aux Jeux olympiques de 1920, à l'occasion desquels elle a terminé quatrième de la compétition de double mixte, aux côtés d'Erik Tegner.

## Parcours aux Jeux olympiques

### En simple dames
| # | Date       | Nom de l'olympiade            | Surface      | Résultat      | Ultime adversaire | Score    |          |
| - | ---------- | ----------------------------- | ------------ | ------------- | ----------------- | -------- | -------- |
| 1 | 23/08/1920 | Jeux olympiques d'été, Anvers | Gazon (ext.) | 2e tour (1/8) | Élisabeth d'Ayen  | 6-2, 6-3 | Parcours |

### En double dames
| # | Date       | Nom de l'olympiade           | Surface      | Résultat      | Partenaire     | Ultimes adversaires          | Score    |          |
| - | ---------- | ---------------------------- | ------------ | ------------- | -------------- | ---------------------------- | -------- | -------- |
| 1 | 23/08/1920 | Jeux olympiques d'été Anvers | Gazon (ext.) | 1/4 de finale | Elsebeth Brehm | Fernande Arendt Marie Storms | 6-1, 6-1 | Parcours |

### En double mixte
| # | Date       | Nom de l'olympiade           | Surface      | Résultat                 | Partenaire  | Ultimes adversaires              | Score    |          |
| - | ---------- | ---------------------------- | ------------ | ------------------------ | ----------- | -------------------------------- | -------- | -------- |
| 1 | 23/08/1920 | Jeux olympiques d'été Anvers | Gazon (ext.) | 4e place (petite finale) | Erik Tegner | Ladislav Žemla · Milada Skrbková | 8-6, 6-4 | Parcours |